# Denemarken op de Olympische Zomerspelen 1968
Denemarken nam deel aan de Olympische Zomerspelen 1968 in Mexico-Stad, Mexico. In tegenstelling tot de vorige editie werd minder goud, maar meer zilver gewonnen.

## Medailleoverzicht
| Sport       | Olympiër                                                              | Discipline                    | Medaille |
| ----------- | --------------------------------------------------------------------- | ----------------------------- | -------- |
| Wielersport | Gunnar Asmussen Per Lyngemark Reno Olsen Mogens Jensen Peder Pedersen | ploegenachtervolging (m)      | Goud     |
| Wielersport | Niels Fredborg                                                        | tijdrit (m)                   | Zilver   |
| Wielersport | Mogens Jensen                                                         | individuele achtervolging (m) | Zilver   |
| Wielersport | Leif Mortensen                                                        | wegwedstrijd (m)              | Zilver   |
| Zeilen      | Aage Birch Paul Lindemark Jørgensen Niels Markussen                   | dragon                        | Zilver   |
| Kanovaren   | Erik Hansen                                                           | K-1 1000 meter (m)            | Brons    |
| Roeien      | Peter Christiansen Ib Ivan Larsen                                     | twee-zonder (m)               | Brons    |
| Roeien      | Harry Jørgensen Jørn Krab Preben Krab                                 | twee-met (m)                  | Brons    |

## Resultaten en deelnemers per onderdeel

### Atletiek
| Olympiër             | Discipline   | Resultaat | Prestatie                |
| -------------------- | ------------ | --------- | ------------------------ |
| Gerd Larsen          | 800m (m)     | 29e       | serie 3: 6de in 1.51,9   |
| Tom Hansen           | 1500m (m)    | 42e       | serie 2: 8ste in 4.01,47 |
| Georg Olsen          | marathon (m) | 34e       | 2:42.24                  |
| Steen Smidt-Jensen   | tienkamp (m) | 8e        | 7648 punten              |
|                      |              |           |                          |
| Annelise Damm Olesen | 800m (v)     | 19e       | serie 4: 5de in 2.09,0   |
| Nina Hansen          | vijfkamp (m) | 13e       | 4738 punten              |

### Boksen
| Olympiër         | Discipline | Resultaat | Prestatie                                                            |
| ---------------- | ---------- | --------- | -------------------------------------------------------------------- |
| Jørgen Hansen    | -67kg (m)  | 17e       | 1ste ronde: vrij 2de ronde: V van ROU Zilberman                      |
| Christian Larsen | -71kg (m)  | 17e       | 1ste ronde: W van FRA Menduni: 5-0 2de ronde: V van UGA Jackson: 2-3 |

### Turnen
| Olympiër           | Discipline               | Resultaat | Prestatie     |
| ------------------ | ------------------------ | --------- | ------------- |
| Hans Peter Nielsen | meerkamp individueel (m) | 63e       | 107,35 punten |
| Arne Thomsen       | meerkamp individueel (m) | 90e       | 104,05 punten |
|                    |                          |           |               |
| Else Trangbæk      | meerkamp individueel (v) | 75e       | 67,85 punten  |

### Kanovaren
| Olympiër                                                            | Discipline    | Resultaat | Prestatie                                                                                                 |
| ------------------------------------------------------------------- | ------------- | --------- | --- |
| Erik Hansen                                                         | K-1 1000m (m) | Brons     | serie 2: 1ste in 4.05,6 halve finale 2: 1ste in 3.58,72 finale: 3de in 4.04,39                            |
| Jørgen Andersen Steen Lund Hansen Hans-Viggo Knudsen Harry Sørensen | K-4 1000m (m) | 9e        | serie 1: 5de in 3.23,3 herkansingen: 3de in 3.30,92 halve finale 1: 3de in 3.21,27 finale: 9de in 3.25,64 |

### Moderne vijfkamp
| Olympiër        | Discipline | Resultaat | Prestatie   |
| --------------- | ---------- | --------- | ----------- |
| Jørn Steffensen | mannen     | 13e       | 4545 punten |

### Roeien
| Olympiër                                                                | Discipline      | Resultaat | Prestatie                                                                                                   |
| ----------------------------------------------------------------------- | --------------- | --------- | --- |
| Niels Henry Secher                                                      | skiff (m)       | 8e        | serie 2: 1ste in 7.51,45 halve finale 1: 5de in 8.17,64 finale B: 2de in 7.47,98                            |
| Peter Fich Christiansen Ib Larsen                                       | twee-zonder (m) | Brons     | serie 1: 2de in 7.23,51 halve finale 2: 2de in 7.24,98 finale: 3de in 7.31,84                               |
| Harry Jørgensen Jørn Krab Preben Krab                                   | twee-met (m)    | Brons     | serie 3: 4de in 8.21,42 herkansingen: 1ste in 7.52,83 halve finale 2: 2de in 8.02,78 finale: 3de in 8.08,07 |
| John Erik Jensen Gunner Nielsen Mogens Pedersen Johnny Algreen Petersen | vier-zonder (m) | 10e       | serie 2: 3de in 6.58,02 herkansingen: niet gefinisht                                                        |

### Schietsport
| Olympiër          | Discipline             | Resultaat | Prestatie                        |
| ----------------- | ---------------------- | --------- | -------------------------------- |
| Ole Hviid Jensen  | 50m geweer 3 houdingen | 22e       | 1140 punten: (395-388-357)       |
| Per Weichel       | 50m geweer 3 houdingen | 40e       | 1127 punten: (392-379-356)       |
| Ole Hviid Jensen  | 50m geweer liggend     | 15e       | 594 punten: (99-99-99-99-99-99)  |
| Per Weichel       | 50m geweer liggend     | 42e       | 589 punten: (98-98-97-100-99-97) |
| Niels Dahl        | 50m geweer pistool     | 40e       | 536 punten: (94-85-86-87-93-91)  |
| Jørgen Gabrielsen | 50m geweer pistool     | 20e       | 547 punten: (95-94-94-90-86-88)  |
| Benny Jensen      | skeet                  | 33e       | 186 punten                       |
| Ernst Pedersen    | skeet                  | 10e       | 191 punten                       |

### Wielersport
| Olympiër                                                                   | Discipline                    | Resultaat | Prestatie |
| Baan                                                                       | Baan                          | Baan      | Baan |
| -------------------------------------------------------------------------- | ----------------------------- | --------- | --- |
| Niels Fredborg                                                             | sprint (m)                    | 22e       | 1ste ronde serie 10: 1ste in 10,91 2de ronde serie 10: 1ste in 11,09 3de ronde serie 4: 3de                                                                                       |
| Peder Pedersen                                                             | sprint (m)                    | 9e        | 1ste ronde serie 16: 1ste in 11,08 2de ronde serie 5: 2de 2de ronde herkansingen: 2de                                                                                             |
| Niels Fredborg                                                             | tijdrit (m)                   | Zilver    | 1.04,61 |
| Mogens Frey Jensen                                                         | individuele achtervolging (m) | Zilver    | kwalificatie: 4de in 4.42,30 kwartfinale 4: 1ste in 4.37,54 (WR) halve finale 1: 1ste in 4.42,05 finale: 2de in 4.42,43                                                           |
| Jørgen Jensen Per Sarto Jørgensen                                          | tandem (m)                    | Zilver    | 1ste ronde serie 6: V van Nederland 1ste ronde herkansingen: V van Hongarije |
| Gunnar Asmussen Mogens Frey Jensen Per Lyngemark Reno Olsen Peder Pedersen | ploegenachtervolging (m)      | Goud      | kwalificatie: W van Mexico: 4.23,58 (OR) kwartfinale: W van Tsjecho-Slowakije: 4.27,02 halve finale 2: W van Sovjet-Unie: 4.19,87 finale: W van Bondsrepubliek Duitsland: 4.22,44 |
| Weg                                                                        |                               |           | |
| Svend Erik Bjerg                                                           | wegwedstrijd (m)              | 38e       | 4:48.03 |
| Jørgen Emil Hansen                                                         | wegwedstrijd (m)              | 29e       | 4:46.34 |
| Leif Mortensen                                                             | wegwedstrijd (m)              | Zilver    | 4:42.49 |
| Ole Højlund Pedersen                                                       | wegwedstrijd (m)              | 26e       | 4:46.31 |
| Verner Blaudzun Jørgen Emil Hansen Leif Mortensen Ole Højlund Pedersen     | ploegentijdrit (m)            | 4e        | 2:12.41,41 |

### Worstelen
| Olympiër       | Discipline     | Resultaat      | Prestatie                                                                             |
| Grieks-Romeins | Grieks-Romeins | Grieks-Romeins | Grieks-Romeins                                                                        |
| -------------- | -------------- | -------------- | ------------------------------------------------------------------------------------- |
| Alex Børger    | -52kg (m)      | 16e            | 1ste ronde: V van KOR Shin 2de ronde: G van MEX Jiménez 3de ronde: V van TCH Zeman    |
| Johnny Nielsen | -57kg (m)      | 22e            | 1ste ronde: V van BUL Traikov 2de ronde: V van USA Hazewinkel                         |
| Kurt Madsen    | -70kg (m)      | 16e            | 1ste ronde: V van YUG Horvat 2de ronde: W van MAR Mansour 3de ronde: V van USA Holzer |

### Zeilen
| Olympiër                                            | Discipline      | Resultaat | Prestatie                            |
| --------------------------------------------------- | --------------- | --------- | ------------------------------------ |
| Henning Wind                                        | finn            | 18e       | 125 punten: (9-18-10-15-23-18-19)    |
| Hans Fogh Poul Richard Høj Jensen                   | flying dutchman | 16e       | 113,7 punten: (6-12-DSQ-7-12-11-DNF) |
| Paul Elvstrøm Poul Mik-Meyer                        | star            | 4e        | 50,4 punten: (3-6-10-7-5-1-5)        |
| Aage Birch Paul Lindemark Jørgensen Niels Markussen | dragon          | Zilver    | 26,4 punten: (6-1-2-10-3-2-2)        |
| William Berntsen Christian Hansen Erik Johansen     | 5,5m            | 13e       | 101 punten: (8-11-13-8-13-14-12)     |

### Zwemmen
| Olympiër                 | Discipline          | Resultaat | Prestatie                                             |
| ------------------------ | ------------------- | --------- | ----------------------------------------------------- |
| Ejvind Pedersen          | 100m rugslag (m)    | 16e       | serie 2: 3de in 1.03,5 halve finale 1: 8ste in 1.03,6 |
| Lars Kraus Jensen        | 200m rugslag (m)    | 22e       | serie 4: 4de in 2.22,5                                |
| Ejvind Pedersen          | 200m rugslag (m)    | 10e       | serie 3: 4de in 2.16,6                                |
| Lars Kraus Jensen        | 200m wisselslag (m) | 18e       | serie 1: 3de in 2.21,2                                |
| Lars Kraus Jensen        | 400m wisselslag (m) | 19e       | serie 4: 4de in 5.12,7                                |
|                          |                     |           |                                                       |
| Kirsten Strange-Campbell | 200m vrije slag (v) | 35e       | serie 1: 6de in 2.30,5                                |
| Kirsten Strange-Campbell | 200m wisselslag (v) | 14e       | serie 4: 4de in 2.39,4                                |
| Kirsten Strange-Campbell | 400m wisselslag (v) | 23e       | serie 3: 5de in 5.59,0                                |

Afghanistan · Algerije · Amerikaanse Maagdeneilanden · Argentinië · Australië · Bahama's · Barbados · België · Bermuda · Birma · Bolivia · Bondsrepubliek Duitsland · Brazilië · Brits-Honduras · Bulgarije · Canada · Centraal-Afrikaanse Republiek · Ceylon · Chili · Colombia · Congo-Kinshasa · Costa Rica · Cuba · Denemarken · Dominicaanse Republiek · Duitse Democratische Republiek · Ecuador · El Salvador · Ethiopië · Fiji · Filipijnen · Finland · Frankrijk · Ghana · Griekenland · Groot-Brittannië · Guatemala · Guinee · Guyana · Honduras · Hongarije · Hongkong · Ierland · IJsland · India · Indonesië · Irak · Iran · Israël · Italië · Ivoorkust · Jamaica · Japan · Joegoslavië · Kameroen · Kenia · Koeweit · Libanon · Libië · Liechtenstein · Luxemburg · Madagaskar · Maleisië · Mali · Malta · Marokko · Mexico · Monaco · Mongolië · Nederland · Nederlandse Antillen · Nicaragua · Nieuw-Zeeland · Niger · Nigeria · Noorwegen · Oeganda · Oostenrijk · Pakistan · Panama · Paraguay · Peru · Polen · Portugal · Puerto Rico · Roemenië · San Marino · Senegal · Sierra Leone · Singapore · Soedan · Sovjet-Unie · Spanje · Suriname · Syrië · Taiwan · Tanzania · Thailand · Trinidad en Tobago · Tunesië · Turkije · Tsjaad · Tsjecho-Slowakije · Uruguay · Venezuela · Verenigde Arabische Republiek · Verenigde Staten · Vietnam · Zambia · Zuid-Korea · Zweden · Zwitserland